# 方丹西蒙
方丹西蒙（法語：Fontaine-Simon，法語發音：[fɔ̃tɛn simɔ̃]）是法国厄尔-卢瓦省的一个市镇，属于诺让勒罗特鲁区。

## 地理
方丹西蒙（48°30'13"N, 1°1'9"E）面积16.88 平方千米，位于法国中央-卢瓦尔河谷大区厄尔-卢瓦省，该省份为法国北部内陆省份，北起顺时针与厄尔省、伊夫林省、埃松省、卢瓦雷省、卢瓦-谢尔省、萨尔特省和奧恩省接壤。
与方丹西蒙接壤的市镇（或旧市镇、城区）包括：莱默尼、勒帕圣约梅。
方丹西蒙的时区为UTC+01:00、UTC+02:00（夏令时）。

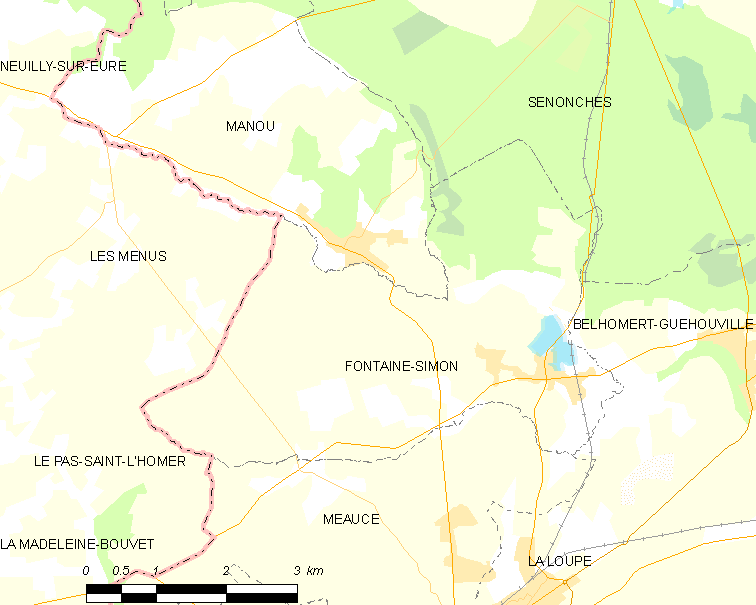
方丹西蒙的OSM定位图

## 行政
方丹西蒙的邮政编码为28240，INSEE市镇编码为28156。

## 政治
方丹西蒙所属的省级选区为诺让勒罗特鲁县。

## 人口

1962-2008年间方丹西蒙人口变化图示

方丹西蒙于2022年1月1日时的人口数量为887人。